# Cantone di Monflanquin
Il Cantone di Monflanquin era una divisione amministrativa dell'arrondissement di Villeneuve-sur-Lot.
È stato soppresso a seguito della riforma complessiva dei cantoni del 2014, che è entrata in vigore con le elezioni dipartimentali del 2015.
Comprendeva i comuni di:
- Gavaudun
- Lacapelle-Biron
- Lacaussade
- Laussou
- Monflanquin
- Monségur
- Montagnac-sur-Lède
- Paulhiac
- Saint-Aubin
- Salles
- La Sauvetat-sur-Lède
- Savignac-sur-Leyze